# Tore Brovold
Tore Brovold (ur. 12 czerwca 1970 w Hamar) – norweski strzelec sportowy, wicemistrz olimpijski, wicemistrz świata, dwukrotny mistrz Europy.
Specjalizuje się w konkurencji skeet. Srebrny medalista igrzysk olimpijskich z Pekinu w 2008 roku.
Wicemistrz świata w 2011 roku oraz brązowy medalista mistrzostw świata w 2006 roku. Dwukrotny mistrz Europy (2008, 2009).